# 韦扎诺
韦扎诺（義大利語：Vezzano），是意大利特伦托自治省的一个市镇。总面积31平方公里，人口2174人，人口密度70.1人/平方公里（2009年）。ISTAT代码为022215。